# リンカ・オーエン
リンカ・オーエン（Rinka Owen、1997年5月25日 - ）は、日本のタレント、ファッションモデル。

## 経歴・人物
日本とオーストラリアのハーフ。シュガーアンドスパイスに所属。カタログ、雑誌などのモデルになったほか、CM出演、テレビ出演の再現VTRなどとして活躍している。「バービーキッズ」ファッションショーのイベントも担当していた。

## 出演

### テレビ番組
- いつみても波瀾万丈（2008年4月6日、日本テレビ）梅宮アンナの幼少役
- セレブと貧乏太郎「ニセアリス大爆発」（2008年11月18日 、フジテレビ）
- 中居正広の金曜日のスマたちへSP「波瀾万丈ベッキー編」（TBS）
- 英語であそぼ 音楽クリップ（2010年1月、NHK教育）

### CM
- カルビー「かっぱえびせん・唄う人編」
- ディズニーシー

### モデル
- セリーヌ2002年秋冬（スチール）
- 小学館「小学一年生入学準備号」（雑誌）
- Como（雑誌）
- セシール
- 手作り子供服